# Wytchnienie
Wytchnienie – obraz olejny autorstwa Jacka Malczewskiego, namalowany w roku 1899. Obecnie dzieło znajduje się w zbiorach Muzeum Narodowego w Krakowie.